# بوسینوفو

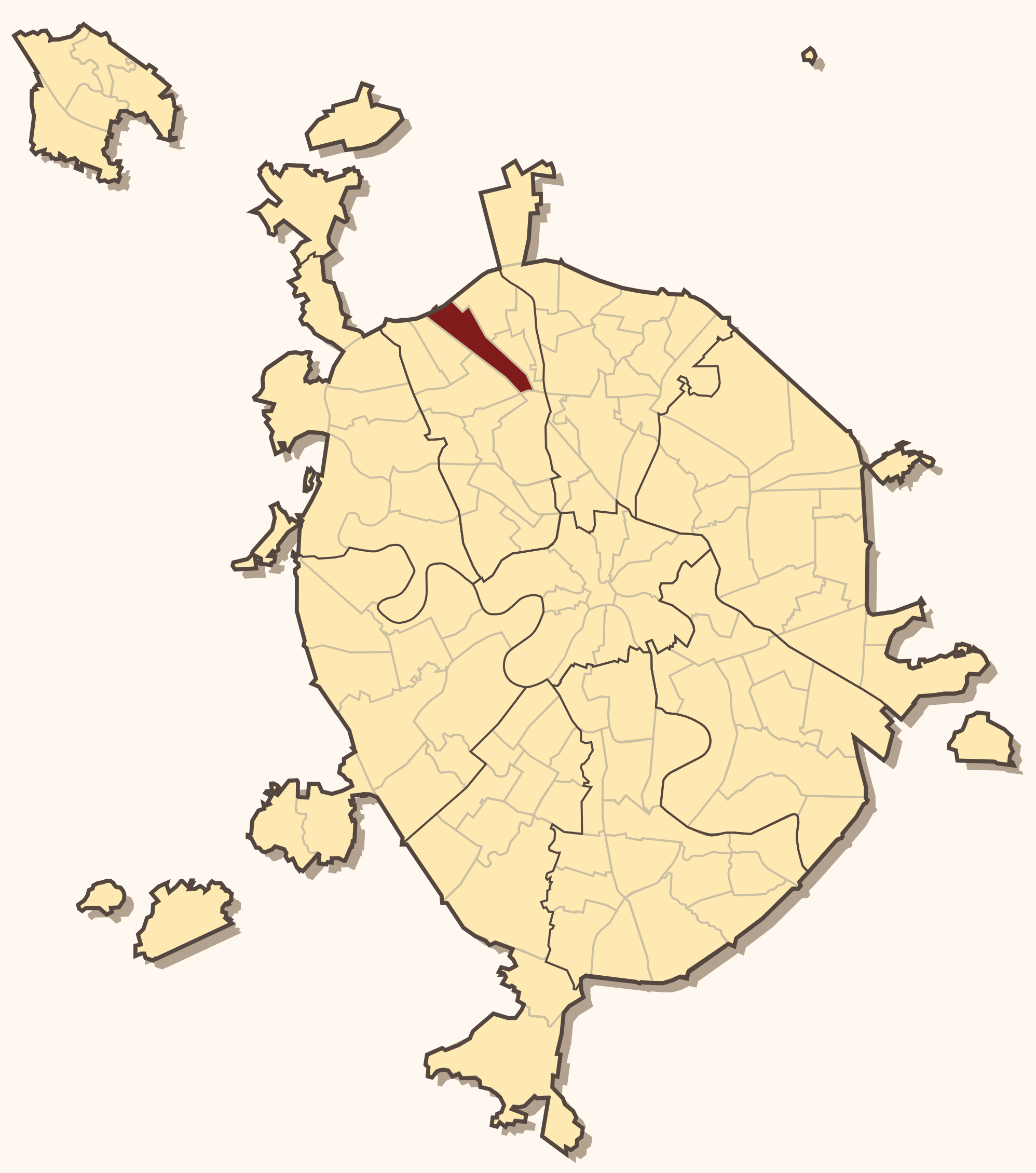
بوسینوفو

بوسینوفو (روسی: Бусиново) یکی از محله‌های مسکو می‌باشد و ۱۷٬۰۰۰ نفر جمعیت دارد.